# Onofrio del Grillo
Onofrio del Grillo (Fabriano, 5 maggio 1714 – Fabriano, 6 gennaio 1787) III marchese di Santa Cristina (di Gubbio) e conte di Portule, è stato un alto dignitario pontificio.

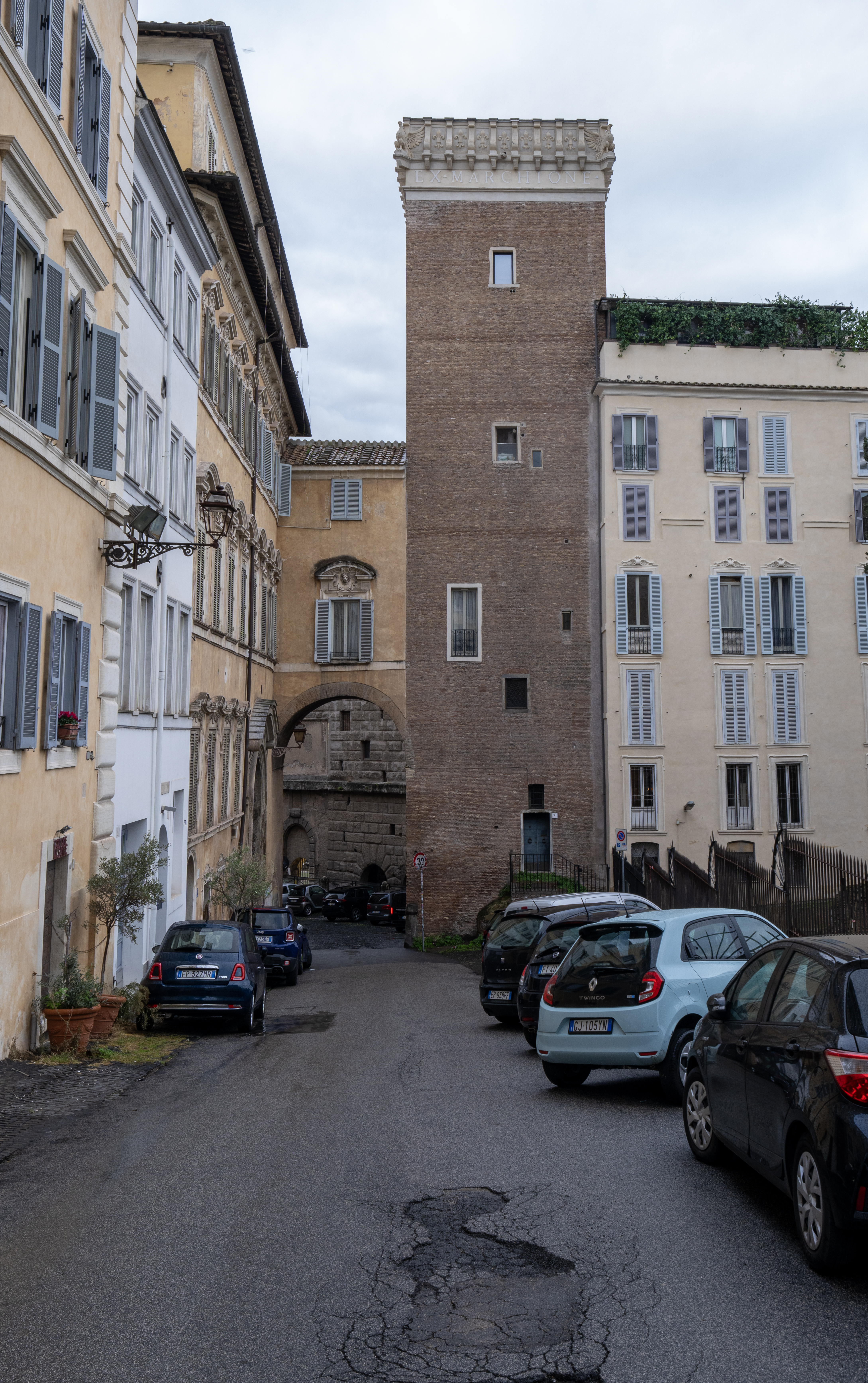
Il palazzo della famiglia del Grillo, a Roma, con l'omonima torre medievale annessa

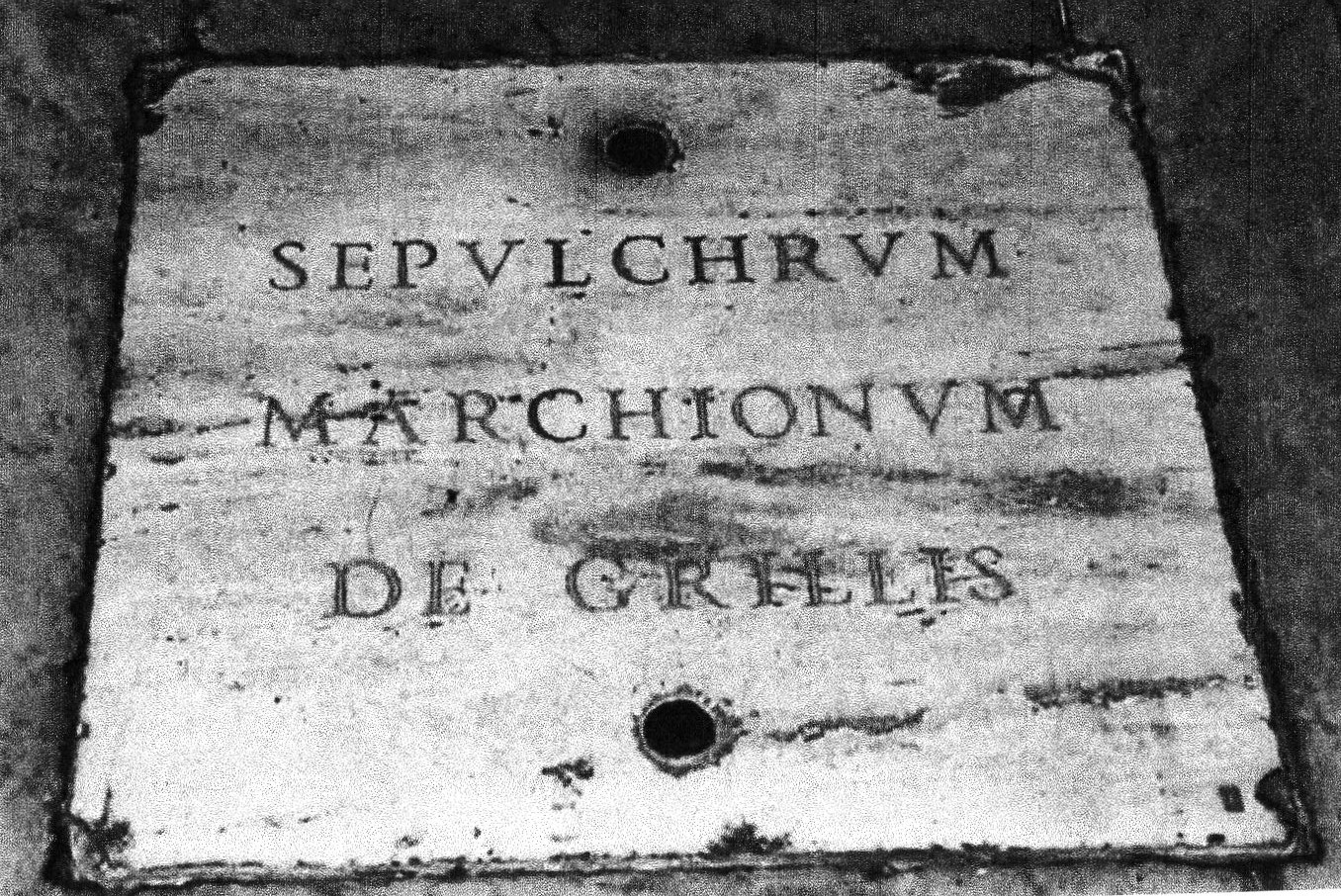
San Giovanni dei Fiorentini, Roma: tomba di famiglia dei del Grillo.

Apparteneva ad un'aristocratica famiglia di origine genovese, poi fiorentina e fabrianese, alla quale il papa Clemente X aveva concesso, nel 1672, i titoli di marchese e conte. Trascorse la maggior parte della vita nella Roma papalina, ove ricoprì il ruolo di Cameriere segreto soprannumerario di cappa e spada di Sua Santità.

## Biografia
Nacque a Fabriano, in un ramo cadetto della famiglia, da Bernardo Giacinto e Maria Virginia Possenti che, dopo di lui, ebbero Giuseppe e Caterina. I titoli nobiliari della famiglia erano portati dal cugino del padre, Bernardo II, che viveva a Roma, e che lo indusse a frequentare giurisprudenza presso l'università di Urbino, dove conseguì la laurea. La scomparsa della madre, e la situazione economica familiare non florida, gli imposero il trasferimento a Roma presso lo zio, che abitava il palazzo di famiglia nel rione Monti, ai piedi del Monte Cavallo. 
Nel 1757, alla morte dello zio, che lo aveva nominato unico erede, ne ricevette i beni ed i titoli. La situazione economica di Onofrio migliorò, ma non in modo decisivo, in quanto i beni lasciatigli dallo zio erano gravati da una serie di vincoli, per l'annullamento dei quali egli dovette infine ricorrere nel 1761 al papa. Iscritto al patriziato romano, fu ammesso alla Corte Pontificia, dove svolse inizialmente la funzione di sediario, e si rese celebre in Anticamera per il suo carattere eccentrico.  Le sue gesta e la fama dei suoi colossali scherzi si diffusero in tutta Roma e furono notevolmente ampliate dalla voce popolare, che probabilmente fuse episodi attribuibili a diversi membri della famiglia.  
Iniziò anche ad occuparsi di amministrazione della città ma, dopo una prima esperienza come  consigliere capitolino, dovette allontanarsene per un lungo periodo, forse a causa dei problemi economici legati all'eredità dello zio.  Assunse di nuovo un incarico di governo dell'Urbe solo nel 1771, quando ricoprì la prestigiosa carica civica di Priore dei Caporioni.  Due anni più tardi divenne Conservatore, in un periodo di vacanza della sede pontificia, tra i regni di Clemente XIV e Pio VI; ebbe perciò un certo potere che usò per irrigidire la tassazione del Ghetto, suscitando le proteste degli abitanti che infine riuscirono ad ottenere la sua rimozione. Fu questo probabilmente uno degli episodi che contribuì alla fama antisemita di Onofrio.  Fu comunque in buoni rapporti con Pio VI, che lo nominò suo Cameriere Segreto.  
Ritiratosi in età avanzata nella città natale, nella grande villa con parco, ancora esistente, che aveva fatto acquistare e restaurare nel 1771, vi trascorse l'ultimo periodo della vita, morendovi all'età di 73 anni.  La sua salma fu sepolta nella cattedrale della città, di fronte alla cappella del SS.Sacramento.
Nel 1757 Onofrio del Grillo aveva sposato Faustina Capranica; due anni dopo nacque la figlia Maria Virginia, che avrebbe sposato Augusto Scarlatti e che avrebbe designato quale proprio erede, nel 1831, il suo lontano parente Giuliano Capranica (1824-1892), che assunse il titolo di marchese e il cognome Capranica del Grillo.  La famiglia è tuttora fiorente ed ha abitato sino alla fine del sec. XIX l'omonimo palazzo seicentesco nel cuore del centro storico dell'Urbe, collegato con un sovrappasso a un'adiacente torre medievale, nei pressi dei mercati di Traiano. La via dove è situato si chiama ancora salita del Grillo, così come il torrione: un suggestivo scorcio della vecchia Roma pontificia.
A Roma si trova anche l'antica tomba di famiglia in San Giovanni de Fiorentini dove è sepolto Cosimo, primo Marchese del Grillo.

## Influenza culturale

Alberto Sordi in una famosa scena del film

Il personaggio storico è alla base della sceneggiatura fittizia del celebre film Il marchese del Grillo di Mario Monicelli, interpretato da Alberto Sordi nel 1981. Il film è ambientato nel 1809, durante il pontificato di Pio VII, mentre il vero Onofrio del Grillo nacque nel 1714, quasi cento anni prima, e morì nel 1787, durante il pontificato di Pio VI.
Nel 2021, a quarant'anni esatti dall'uscita della pellicola nelle sale, si è costituita l'Associazione Marchese Onofrio Del Grillo Fabriano con l'obiettivo di riscoprire la storia del personaggio e valorizzare il suo territorio d'origine, attraverso la promozione di prodotti locali e l'organizzazione di eventi.